# Katastrofe
Petter Bjørklund Kristiansen, mer känd under sitt artistnamn Katastrofe, född 14 maj 1989 i Fredrikstad, är en norsk sångare och låtskrivare.

## Diskografi (urval)
Singlar
- 2008 – "Vi Prekas" (med Isabella Leroy)
- 2010 – "Hælleluja"
- 2011 – "Nødlanding"
- 2013 – "Slå deg ned"
- 2014 – "Bleik og sur" (med Stian Thorbjørnsen och M.M.B.)
- 2014 – "Maria"
- 2014 – "Holde rundt deg"
- 2015 – "Pattaya"
- 2015 – "Hinanden ikke"
- 2015 – "Typisk norsk" (med Alexander Rybak)
- 2015 – "Det var julenissen"
- 2016 – "Sangen du hater"
- 2017 – "Om alt går til helvete"
- 2018 – "Et bitte lite småbruk oppå Gålå"